# Baksjisj

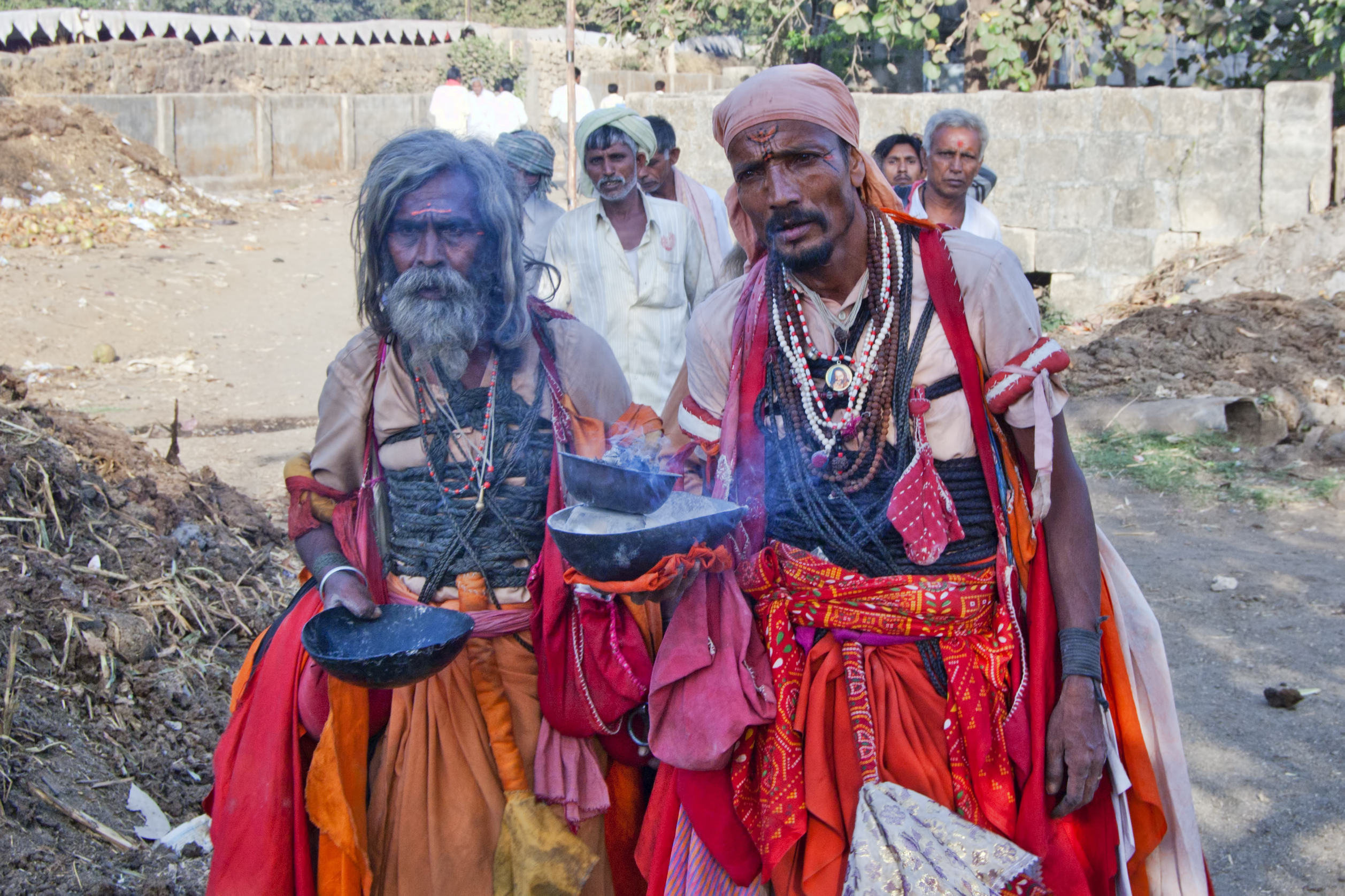
Baksjisj

Baksjisj is een term voor geld dat als fooi, aalmoes of smeergeld functioneert. De term is algemeen bekend vanaf de Balkan tot en met India. De term 'baksjisj' komt van het Perzische woord voor 'geschenk'.
Baksjisj komt het meest voor als fooi voor een serveerder, bediende of portier. Daarnaast wordt het gebruikt om de bureaucratische molen iets soepeler te laten lopen, of om een plekje in een trein te bemachtigen die eerst als 'vol' werd bestempeld. In India en Midden-Oosten wordt het betalen van een klein beetje baksheesh niet altijd direct als omkopen gezien.
India, Pakistan, Bangladesh en de meeste landen in het Midden-Oosten beschikken over weinig of geen sociale voorzieningen. Gehandicapten vragen vaak een aalmoes aan mensen met meer geld - waaronder buitenlandse toeristen.  Kinderen vragen ook vaak 'tien rupees', een 'pen' of snoepgoed, maar dan wel alleen aan toeristen.
In het Surinaams-Nederlands wordt het woord baksies gebruikt in de betekenis van 'extraatje' of 'toegift' bij een aankoop. 